# Koro (Insel)
Koro ist eine Vulkaninsel im Zentrum des Inselstaates Fidschi. Administrativ gehört die Insel zur Provinz Lomaiviti in der Eastern Division. Sie ist eine der Fidschi-Inseln, die von William Bligh im Mai 1789 nach der Meuterei auf der Bounty während der Fahrt in der Barkasse entdeckt wurde.

## Geographie
Koro liegt 100 km östlich von Viti Levu, der größten Insel Fidschis, sowie 50 km südlich von Vanua Levu. Sie ist Namensgeberin der Korosee, in deren nordwestlichem Bereich sie liegt, und bildet mit weiteren Insel in dieser Region die Gruppe der Lomaiviti-Inseln. Koro ist etwa 16 km lang, bis zu 9 km breit und weist eine Fläche von etwa 109 km² auf. Die Insel besteht aus zahlreichen  basaltischen Schlackenkegeln und erreicht eine Höhe von 522 m über dem Meer. Koro ist, mit Ausnahme des Südwestens, ein Korallenriff vorgelagert. Auf der Insel leben rund 4500 Einwohner; größte Orte der Insel sind Nakodu im Südosten, Nasau im Osten und Nacamaki im Nordosten. Unmittelbar nördlich von Nakodu befindet sich mit dem Koro Airport (IATA-Code: KXF, ICAO-Code: NFNO) der einzige Flugplatz der Insel.